# Вечный жид (фильм)
«Ве́чный жид» (нем. Der ewige Jude) — пропагандистский антисемитский фильм, снятый заведующим отделом кино министерства пропаганды Фрицем Хипплером по распоряжению Йозефа Геббельса. Премьера состоялась 29 ноября 1940 года в Берлине. Цель фильма состояла в том, чтобы настроить немецкую публику на запланированное «окончательное решение еврейского вопроса».

## Предыстория
Гитлер и Геббельс считали, что кинематограф является важным инструментом формирования общественного мнения. В 1930 году в управлении пропаганды НСДАП был создан отдел кино. Геббельс был лично заинтересован в использовании кино для продвижения нацистской идеологии. Вскоре после прихода национал-социалистов к власти Геббельс отмечал в своих выступлениях, что роль немецкого кинематографа заключается в том, чтобы служить авангардом в покорении мира.
«Вечный жид» был задуман как ярко выраженная антисемитская версия одноимённого британского фильма 1933 года, в котором утверждалось, что евреи были жертвами безжалостных преследований на протяжении всей истории. Саул Фридлендер предполагает, что Геббельс намеревался противопоставить его трём фильмам: «Еврей Зюсс», «Дом Ротшильдов» и «Вечный жид». Эти фильмы, вышедшие на экран в 1933—1934 годах, рассказывали о преследовании евреев на протяжении всей истории; фильм Геббельса должен был представить абсолютно противоположную идею.
В 1937 году под эгидой министерства пропаганды была организована художественно-пропагандистская выставка «Вечный жид». За этим последовала публикация одноимённой книги. Каждая из 265 иллюстраций сопровождалась уничижительным комментарием о деградации еврейской расы.
В ноябре 1938 года Геббельс совершил серию нападок на евреев в немецких СМИ, что стало одним из факторов, приведших к Хрустальной ночи. Несмотря на эмоциональное удовлетворение нацистов при переходе от пропаганды антисемитизма к прямому насилию, Гитлер видел в акции политическую катастрофу как на национальном, так и на международном уровне. Жестокость, косвенно вызванная Геббельсом, вызвала резкую критику за рубежом, а неоднозначная реакция в немецких СМИ показала отсутствие широкой поддержки немцами антисемитизма и насилия и вызвала гнев фюрера.
Гитлер выразил разочарование и гнев по поводу неоднозначной реакции немецких СМИ и настаивал на том, что пропаганда должна не открыто призывать к насилию по отношению к евреям, а «пролить свет на внешнеполитические события» таким образом, чтобы немецкий народ сам начал призывать к насилию.
В ответ на резкий выговор со стороны Гитлера Геббельс начал кампанию по пропаганде антисемитских взглядов национал-социалистов среди населения Германии. Он приказал каждой студии снять антисемитский фильм. Что касается «Вечного жида», Геббельс задумал фильм, который передал бы немецкому народу то же антисемитское послание, которое было темой мюнхенской выставки 1937 года. Гитлер предпочитал такие фильмы, как «Вечный жид», которые прямо и открыто представляли антисемитские взгляды национал-социалистов; Геббельс же предпочитал более тонкий подход к изложению антисемитских посланий. Примером такого подхода был фильм «Еврей Зюсс», снятый в 1940 году.

## Сюжет
Фильм отражает взгляды национал-социалистов на природу иудаизма и «международного еврейства». Он был призван вызвать негативное отношение немецкого народа к евреям. Этой цели авторы добивались путём демонстрации отдельных элементов быта и традиций евреев, проживавших в Варшавском гетто, а также в Германии, Палестине и США. Упоминается о негативном влиянии евреев на культуру, искусство и науку. Также показана история расселения евреев по всему миру и их роль в финансовом мире с точки зрения национал-социалистов. В частности, говорится о том, что Майер Ротшильд разослал сыновей в разные страны Европы (Натан — в Лондоне, Яков — в Париже, Соломон — в Вене, Карл — в Неаполе, Амшель остался во Франкфурте), чтобы они основали там банки и получали доходы от международных перевозок во время войн.

## Статус фильма

### В России
В Российской Федерации фильм внесён в Федеральный список экстремистских материалов (№ 5) на основании решения Тихвинского городского суда Ленинградской области от 25 мая 2004 года.

### В Германии
В нацистской Германии пропагандистская пресса крайне восторженно приняла фильм. Так в журнале Illustrierter Film-Kurier наиболее лестно отозвались о последней сцене фильма, когда «жестокости и упадничеству мирового еврейства» противопоставляется немецкий народ и «арийский» новый мировой порядок в его полной красоте, показывая как каждый зритель должен быть благодарен своему фюреру за «фундаментальное решение еврейского вопроса».
В современной Германии показ фильма возможен только в учебно-просветительских целях с обязательным вступительным словом киноведа или историка.